# Tenugui

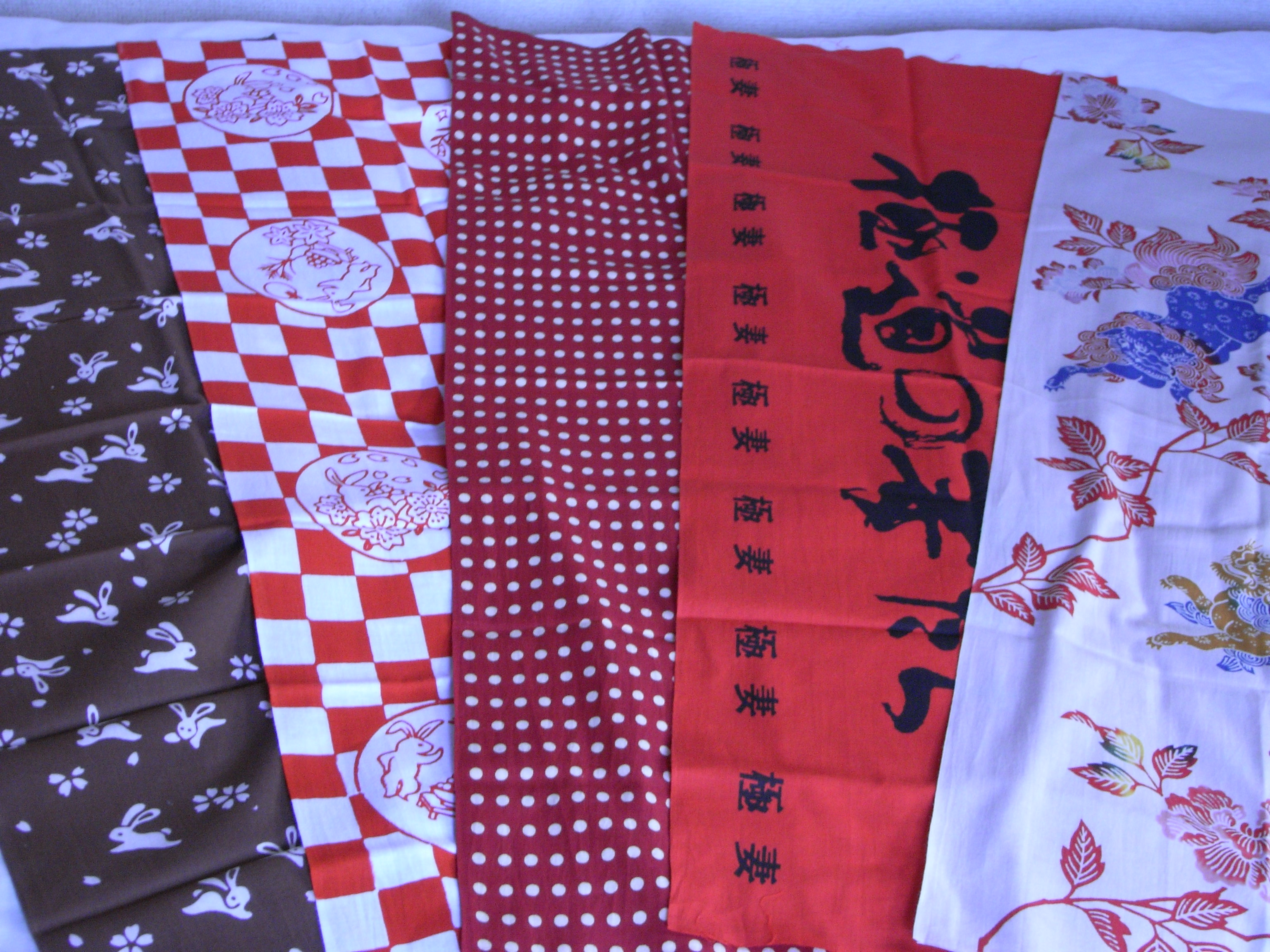
Plusieurs tenugui de styles différents.

Le tenugui (手拭) est une sorte de fine serviette japonaise en coton. Elle mesure généralement 35 × 90 cm et est blanche, parfois ornée du « nom » de la famille, ou imprimée de motifs divers, notamment traditionnels.
Un tenugui teint à la main coûte entre 800 et 1 200 yens en 2014.

## Utilisations
Il peut être utilisé au quotidien comme un mouchoir ou comme n'importe quelle autre serviette, pour la cuisine, les mains, la vaisselle, etc., mais également comme souvenir ou décoration. Les serviettes-éponge ont actuellement largement remplacé son utilisation dans la maison. 
Les tenugui peuvent aussi servir de support publicitaire pour des boutiques ou des conteurs.
Les tenugui restent cependant très utilisés en tant que souvenir et élément de décoration, mais aussi pour se couvrir la tête au kendo et au sport chanbara, ainsi qu’en théâtre kabuki.